# 크비퇴위아섬

북동쪽에 있는 크비퇴위아가 보이는 스발바르 제도의 지도

크비퇴위아 (Kvitøya, 하얀 섬)는 북극해에 있는 스발바르 군도의 섬이다. 섬의 면적은 682km2이다. 섬은 북위 80° 09′ 05″ 동경 32° 35′ 37″ / 북위 80.15139°  동경 32.59361° 에 위치하면서, 노르웨이 왕국의 극동쪽을 구성한다. 가장 가까운 러시아의 빅토리아 섬이 크비퇴위아의 동쪽 62km에 자리잡고 있다.
섬은 전형적이며, 잘록한 모양의 돔을 갖춘 빙원 (705km2의 면적, Kvitøyjøkulen)으로 거의 완벽하게 덮여있으며, 그 모양은 섬의 명칭으로 수여된 상태이다. 소수의 얼음 없는 땅은 매우 보잘것없고 바위투성이의 면적을 이루며, 그 중 가장 큰 곳은 섬의 남서쪽 코너에 앙드레네넷 (Andréeneset)이다. 크비퇴위아는 북동 스발바르 자연 보호구역의 일부이다.
크비퇴위아는 1707년 네덜란드인 코넬리스 자일스가 발견한 것으로 추측되며, 수세기를 통해 다른 형태, 크기, 위치의 여러 지도상에서 '자일스 섬'이라는 이름 아래 목격된 상태이다. 현재 이름은 1876년에 트롬쇠의 고래잡이 요한 크젤드센 (Johan Kjeldsen)이 명명하였다.
섬은 살로몬 아우구스트 앙드레가 조직한 1897년 S. A. 앙드레의 북극 기구 탐험대의 휴게소였다. 그 탐험대는 수소 풍선으로  북극점을 날기 위하여 시도하였으나, 7월 14일에 크비퇴위아 섬 북쪽 대략 300 km 유빙위로 강제 착륙이 되어버렸다. 그들은 10월 6일이 돼서야 도보로 크비퇴위아에 도착했으며 현재 앙드레네셋이라 부르는, 유일한 얼음 없는 곳에 정착을 했다. 많은 해동안 그 탐험대의 말로는 그들의 흔적이 30년을 넘은1930년에 브라트바그 탐험대 (Bratvaag Expedtion)에 의해 발견될때까지 북극의 커다란 미스테리 중 하나였다. 저널과 필름이 그 장소에서 회수되었다. 섬에 도착한 후 몇주내에 그 탐험대의 3명의 대원이 죽은 것으로 판명되었다.
그 세사람 살로몬 아우구스트 앙드레, 닐스 스트린드버그, 크누트 프랜켈을 기념하는 기념비가 섬에 세워졌다. 그 비극적인 사건의 100주년 기념을 기념하기 위하여 1997년 "스톡홀름 탐험대"가 세웠던 또다른 기념비는 세워둔 곳의 불법성으로 인해 나중에 스발바르 당국에 의해 고의로 파괴되었다.